# Toundra des îles de la Mer de la Scotia
Localisation
La toundra des îles de la Mer de la Scotia est une écorégion terrestre définie par le Fonds mondial pour la nature (WWF), qui recouvre les archipels de la Géorgie du Sud, des Sandwich du Sud, des Orcades du Sud et des Shetland du Sud, situés dans la mer de la Scotia, ainsi que l'île Bouvet. Elle appartient au biome de la toundra dans l'écozone antarctique.